# La Grandeza
La città di La Grandeza è a capo dell'omonimo comune, nello stato del Chiapas, Messico. Conta 1 342 abitanti secondo le stime del censimento del 2005 e le sue coordinate sono 15°30'N 92°13'W.

Dal 1983, in seguito alla divisione del Sistema de Planeación, è ubicata nella regione economica VII: Sierra.

## Toponimia
Il nome è stato dato in onore del patrono San Antonio La Grandeza.